# Michael Beauchamp
Michael Beauchamp (ur. 8 marca 1981 w Sydney) – piłkarz australijski grający na pozycji obrońcy.
Beauchamp grając w ojczyźnie był praktycznie cały czas związany z klubami z Sydney. Po kolei były to: Marconi Sydney, Parramatta Power, Sydney Olympic oraz Central Coast Mariners. Sezon 2005/2006 to najlepszy okres w jego karierze w ojczyźnie. Pomimo że nie strzelił bramki w 22 meczach, to został wybrany najlepszym piłkarzem sezonu A-League w plebiscycie gazety „FourFourTwo”, a także wybrany do jedenastki sezonu zarówno przez „FourFourTwo” jak i w głosowaniu kibiców.
W marcu 2006 Beauchamp wraz z kolegą klubowym, Deanem Heffernanem przebywał na testach w klubie Bundesligi, 1. FC Nürnberg. Obaj wypadli na tyle dobrze, że w lipcu 2006 roku stali się zawodnikami niemieckiego klubu. W 2007 roku Michael został z klubem z Norymbergi zdobywcą Pucharu Niemiec oraz zajął 6. miejsce w lidze, jednak w 2008 roku przeżył z nim spadek do 2. Bundesligi.
Po degradacji Nürnberg Beauchamp zmienił barwy klubowe i za 150 tysięcy euro przeszedł do mistrza Danii, Aalborga. Grał tam przez cały sezon, w którym wystąpił 12-krotnie. Następnie podpisał kontrakt z Al-Jazira Club.
W reprezentacji Australii Beauchamp debiutował 22 lutego 2006 roku w wygranym 3:1 meczu z reprezentacją Bahrajnu w eliminacjach do Pucharu Azji. Wraz z klubowym kolegą z Central Coast Mariners, Markiem Milliganem, został powołany przez Guusa Hiddinka na Mistrzostwa Świata w Niemczech. Tam jednak nie zagrał ani minuty.